# (3878) Jyoumon
(3878) Jyoumon est un astéroïde de la ceinture principale.

## Description
(3878) Jyoumon est un astéroïde de la ceinture principale. Il fut découvert le 14 novembre 1982 à Kiso par Hiroki Kosai et Kiichiro Hurukawa. Il présente une orbite caractérisée par un demi-grand axe de 3,11 UA, une excentricité de 0,18 et une inclinaison de 2,2° par rapport à l'écliptique.
Son nom vient de la Période Jōmon.

## Compléments